# Arenostola
Arenostola es un  género  de lepidópteros perteneciente a la familia Noctuidae. Es originario de Eurasia.

## Especies
- Arenostola phragmitidis – Fen Wainscot (Hübner, [1803])
- Arenostola taurica (Staudinger, 1899)
- Arenostola unicolor Warren, 1914
- Arenostola zernyi (Schwingenschuss, 1935)